# Barbara Burke
Barbara Hannah Anita Burke (* 13. Mai 1917, in Norwood (London); † 8. August 1998, in Johannesburg, Südafrika) war eine britische Leichtathletin und Olympiateilnehmerin.
Bei den Olympischen Spielen 1936 in Berlin gewann sie die Mannschaftssilbermedaille im 4-mal-100-Meter-Staffellauf zusammen mit ihren Teamkolleginnen Eileen Hiscock, Violet Olney und Audrey Brown hinter dem Team der USA (Gold) und vor dem Team aus Kanada (Bronze). Im 100-Meter-Lauf schied sie nach 12,2 s im Halbfinale aus.
Bei einer Körpergröße von 1,77 m betrug ihr Wettkampfgewicht 63 kg.